# パルム (コンビニエンスストア)
パルム（PALM）とは、北海道を中心に展開していたコンビニエンスストアである。運営はコンビニエンスストア・パルム協同組合が行っていたが、現在は解散している。

## 概要
ヤシの木をシンボルマークとしているチェーンである。
1987年ごろよりサンクスやローソンなどの大手系列から脱退したり、独立経営で営業していたコンビニエンスストアが互いに経営のノウハウを交換し合ったり、共同での仕入販売を進めていたコンビニエンスストア同士の親睦団体である「新和会」が元となり、1990年に17店の店舗が店舗名を統一して誕生したコンビニエンスストアである。
札幌地区を中心として順調に店舗を拡大していったが、1997年にパルム28店からウィズが分離。やがて大手コンビニやスーパーとの競争で後れを取るようになり、2006年に「パルム」は解散。各店舗は個人経営に戻った。
2022年の時点で「パルム」の屋号を掲げて営業しているのは、わずか2店舗である。その内のひとつ、札幌市清田区平岡の「平岡8条店」は一般小売をほとんど行わず、配達を主要な業務としている。

## 沿革
- 1990年 - 独立経営のコンビニエンスストア同士の親睦団体である「新和会」を母体とした「ボランタリー・パルム」が発足[1]。
- 1994年 - 組織変革を行い、「コンビニエンスストア・パルム協同組合」が発足[1]。
- 1997年 - ウィズがパルムから分離[1]。
- 2003年 - 本部を札幌市東区北34条東14丁目の酒井ビル1階から札幌市北区屯田へ移転
- 2006年頃 - 「コンビニエンスストア・パルム協同組合」が解散。

## ギャラリー

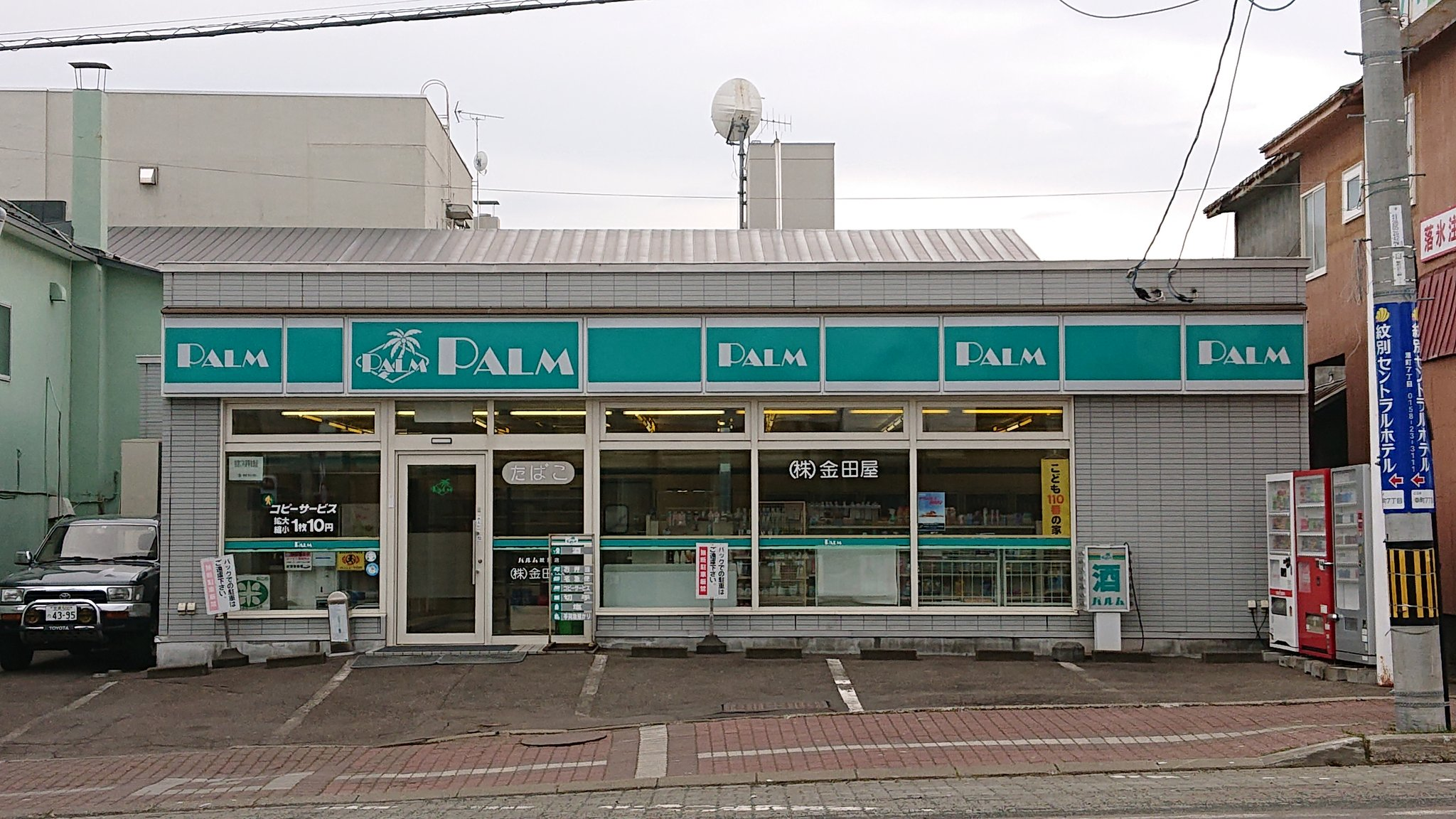
紋別店
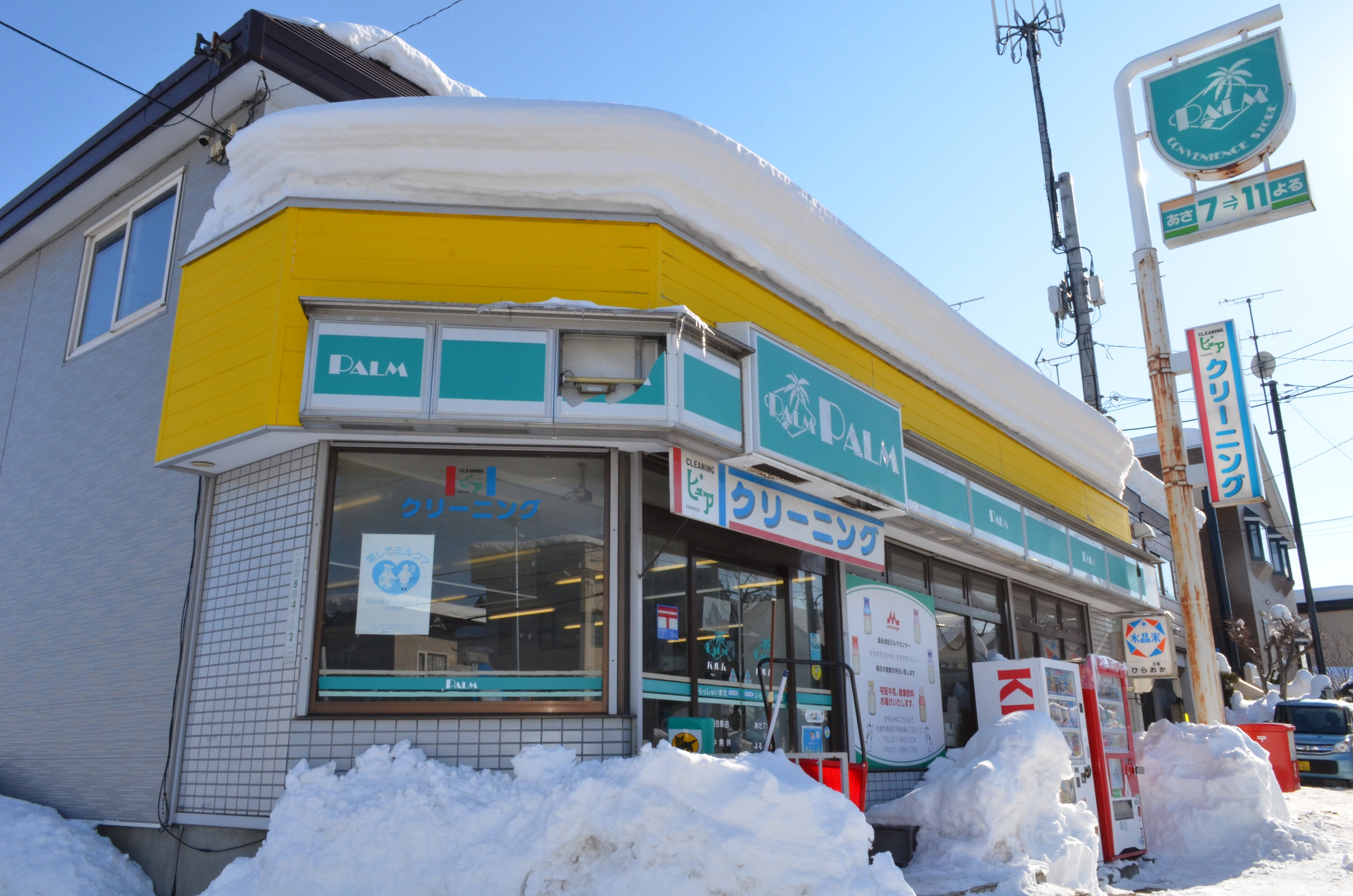
平岡8条店